# Station Earlswood (Surrey)
Earlswood (Surrey) is een spoorwegstation van National Rail in Earlswood, Reigate and Banstead in Engeland. Het station is eigendom van Network Rail en wordt beheerd door Southern. 